# 神戸市立小部小学校
神戸市立小部小学校（こうべしりつ おぶしょうがっこう）は、兵庫県神戸市北区鈴蘭台北町3丁目にある市立小学校。

## 沿革
- 1874年 - 開校。
- 1882年 - 湊山小学校の支校となる。
- 1887年 - 小部簡易小学校と改称。湊山小学校より独立。
- 1941年4月1日 - 小部国民学校と改称。
- 1947年4月1日 - 神戸市立小部小学校と改称。
- 1970年4月1日 - 神戸市立南五葉小学校と神戸市立北五葉小学校を校区分離。
- 1974年4月1日 - 神戸市立小部東小学校を校区分離。
- 1978年4月9日 - 神戸市立鈴蘭台小学校を校区分離。

## 教育目標
学校教育目標
- 笑顔かがやく小部の子

教育努力目標
- 相手を思いやる言葉づかいをしよう

## 通学区域
- 神戸市北区[1]
  - 北五葉6丁目（8番19～35号）、鈴蘭台北町1 - 4丁目・5丁目（7～9・14・15・20番）・6丁目（4・5・10・11・15番）、鈴蘭台西町4丁目（1～4番・5番2・13～25号・26号(東部)・37号(北部)）・5丁目（1～15・17～19番）・6丁目、鈴蘭台東町1 - 4丁目・5丁目（7～8番）、鈴蘭台南町9丁目（9番以外）、惣山町、松宮台、山田町小部（一部）

## 交通・アクセス
- 神戸電鉄有馬線鈴蘭台駅で下車、徒歩9分

## 周辺
- すずかぜ幼稚園
- 兵庫商業高等学校
- 関西電力 小部変電所
- 神戸市 北区役所
- 神戸電鉄有馬線 鈴蘭台駅
- 神戸市立北図書館
- 神戸市立北区民センター
- 神戸市立小部中学校（進学先中学校）

## 通学区域が隣接している学校
- 神戸市立小部東小学校
- 神戸市立南五葉小学校
- 神戸市立鈴蘭台小学校
- 神戸市立北五葉小学校
- 神戸市立泉台小学校
- 神戸市立桜の宮小学校
- 神戸市立筑紫が丘小学校
- 神戸市立谷上小学校